# Android App Bundle
Android App Bundle é o formato de arquivo de publicação de aplicativos Android. O App Bundle deve incluir o código compilado e os recursos do aplicativo, o que permite que a assinatura e a geração de arquivos APK sejam adiadas para a app store, reduzindo o tamanho inicial de download do aplicativo. A extensão de arquivo usada para este formato é ".aab".
O formato é obrigatório, desde agosto de 2021, para todos os novos aplicativos do Google Play.

## APKs de divisão
Sem Android App Bundles, um APK pode oferecer suporte a vários idiomas, até quatro arquiteturas de CPU diferentes e várias resoluções de tela. Isto significa que cada arquivo de instalação pode conter potencialmente grandes quantidades de quantidade de inchaço irrelevante para a combinação específica de um dispositivo de CPU, localidade e tamanho da tela.
Os APKs divididos, gerados por uma loja de aplicativos como o Google Play, contêm apenas o código e os recursos necessários para o dispositivo específico que faz o download do aplicativo. Se o usuário alterar o idioma do dispositivo ou conjunto de recursos, a app store pode fornecer APKs divididos adicionais sob demanda para atender aos requisitos alterados.
Os Android App Bundles são necessários para usar o recurso "jogar ao baixar" do Google Play, que permite aos usuários baixar e instalar uma parte do jogo para começar a jogar e depois baixar o restante enquanto o usuário está ocupado pelo primeiro nível.